# 彼末一之
彼末 一之（かのすえ かずゆき、1952年 - ） は、日本の神経科学者、生理学者。大阪大学名誉教授。早稲田大学名誉教授。元生気象学会長。

## 人物・経歴
東京都生まれ。1975年東京工業大学工学部電気工学科卒業。東京工業大学在学中に教養課程の体育の講師の手伝いをするようになり、大阪大学大学院工学研究科で筋肉を研究。1977年大阪大学大学院工学研究科電気工学専攻修士課程修了、大阪大学医学部助手。制御工学から生理学に転じ、1979年から中山昭雄研究室で体温調節を研究。1983年ME学会論文賞受賞。1985年大阪大学より医学博士の学位、大阪大学より工学博士の学位を取得。1986年マックス・プランク研究所生理臨床研究所客員研究員。1988年大阪大学医学部助教授。1994年大阪大学医学部保健学科教授。2002年日本生気象学会編集委員長。2003年早稲田大学スポーツ科学部教授。2005年日本生気象学会会長。2009年グローバルCOEプログラムアクティヴ・ライフを創出するスポーツ科学拠点リーダー。2022年度Research .comトップサイエンティスト。大阪大学名誉教授。早稲田大学名誉教授。順天堂大学スポーツ健康医科学研究所客員教授。

## 著書
- 『生理学はじめの一歩 : ホメオスタシスの維持と脳』メディカ出版 1999年
- 『脳と体温 : 暑熱・寒冷環境との戦い』共立出版 2000年
- 『やさしい生理学』南江堂 2005年
- 『イラスト運動生理学』東京教学社 2005年
- 『環境生理学』北海道大学出版会 2007年
- 『スタンダード生理学』文光堂 2007年